# Listă de istorici străini care au scris despre români
Aceasta este o listă de istorici străini care au scris despre România:
- Anton Maria Del Chiaro a lăsat una dintre cele mai amănunțite descrieri despre trecut Țării Românești. Secretarul Del Chiaro a scris opul „Istoria delle moderne rivoluzioni della Valachia con la descrizione del paese, natura, costumi, riti e religioni degli Abitanti” (Veneția, 1718).[1]
- Dennis Deletant, specialist britanic in istoria regimurilor totalitare - a scris cărți despre regimul Dej și despre Securitate[2][3] specialist în cultură și civilizație românească, artizanul înființării Institutului Român de Istorie Recentă (IRIR),[4] unul dintre interpreții devotați ai istoriei românești recente.[5]
- Tom Gallagher, specialist britanic în istoria contemporană a României
- Jules Michelet, cunoscut filoromân, atât prin scrierile sale, cât și prin sprijinul moral pe care l-a acordat „pașoptiștilor” români (unii dintre aceștia fiindu-i studenți la Collège de France). În lucrarea sa Principautes Danubiennes, Madame Rosetti, 1848 a adus un elogiu participanților la Revoluția Română din 1848.
- Edgar Quinet, filoromân, mentor al „pașoptiștilor” români care au studiat la Paris, căsătorit cu Hermione Asachi, fiica scriitorului român Gheorghe Asachi. Scrierea sa Românii Principatelor Dunărene este o analiză obiectivă a condițiilor sociale și istorice din Moldova și Țara Românească, precum și o pledoarie pentru împlinirea principalelor aspirații ale românilor de la jumătatea secolului al XIX-lea: unirea și independența națională.
- Eduard Robert Rösler a susținut în scrierile sale că poporul român s-ar fi format în regiuni situate la sud de Dunăre (așa-zisa „teorie a lui Roesler”, combătută cu argumente științifice de Alexandru D. Xenopol, Dimitrie Onciul, Vasile Pârvan, Nicolae Iorga și alți istorici români și străini).
- Larry Watts, istoric american specializat în istoria comunismului în România